# Зайбт, Гельмут
Гельмут Зайбт (нем. Helmut Seibt, родился 25 июня 1929 года в Вене, Австрия — умер 21 июля 1992 года) — фигурист из Австрии серебряный призёр зимней Олимпиады 1952 года, бронзовый призёр чемпионата мира 1951 года, двукратный чемпион Европы (1951, 1952 годов), трёхкратный чемпион Австрии (1956, 1957, 1958 годов) в мужском одиночном катании. Участник зимних Олимпийских игр в 1948 году. Трижды становился серебряным призёром чемпионата  Австрии в парном катании в паре с Сузи Гибиш.
Проводятся ежегодные соревнования «Мемориал Гельмута Зайбта».

## Спортивные достижения

### Мужчины
| Соревнования/Сезоны | 1947 | 1948 | 1949 | 1950 | 1951 | 1952 |
| ------------------- | ---- | ---- | ---- | ---- | ---- | ---- |
| Зимние Олимпиады    |      | 9    |      |      |      | 2    |
| Чемпионаты мира     |      | 7    | 5    | 4    | 3    | 4    |
| Чемпионаты Европы   |      | 7    | 3    | 2    | 1    | 1    |
| Чемпионаты Австрии  | 2    | 3    | 2    | 1    | 1    | 1    |

### Пары
(с Сузи Гибиш)
| Соревнования/Сезоны | 1946 | 1947 | 1948 |
| ------------------- | ---- | ---- | ---- |
| Зимние Олимпиады    |      |      | 11   |
| Чемпионаты мира     |      |      | 13   |
| Чемпионаты Европы   |      |      | 8    |
| Чемпионаты Австрии  | 2    | 2    | 2    |